# Балтаюрт (приток Улуелги)
Балтаюрт (баш. Балтайорт) — малая река в Ишимбайском районе Башкортостана, правый приток реки Улуелга.
Приблизительная длина реки — 1,8 км. Ранее в устье находилось селение Балтаюрт.
Река названа по селению (от башк. балта — «топор», йорт — «юрт, кочевье»).